# Елен Таннер
Елен Таннер (англ. Elaine Tanner, 22 лютого 1951) — канадська плавчиня.
Призерка Олімпійських Ігор 1968 року.
Переможниця Ігор Співдружності 1966 року.
Переможниця Панамериканських ігор 1967 року.